# بنجامين إم. روزين
بنجامين إم. روزين (بالإنجليزية: Benjamin M. Rosen)‏ هو شخصية أعمال أمريكي، ولد في 11 مارس 1933 في نيو أورلينز في الولايات المتحدة.